# 찐봉
찐봉(베트남어: Trịnh Bồng / 鄭槰 정봉, 1749년 8월 25일(음력 7월 13일) ~ 1791년 5월 16일(음력 4월 14일))은 대월 후 레 왕조의 정치인, 찐 주의 제13대 군주(재위: 1786년 ~ 1787년)이다.

## 생애
까인흥 10년 7월 13일(1749년 8월 25일), 찐장의 둘째 아들로 태어났다. 계군공(Quế Quận Công/桂郡公)으로 봉해졌다.
까인흥 43년(1782년), 도장태부종인부종인령주국(都將太傅宗人府宗人令柱國), 곤군공(베트남어: Côn Quận Công / 琨郡公)으로 진봉되었다. 사람됨이 자상하고 온화하며 관후하여 사람들의 추대를 받았다. 찐섬은 당티후에(鄧氏惠)와 찐깐을 총애하였는데, 찐깐의 몸이 약하고 병이 많았다. 찐섬은 장자 찐똥을 싫어했으므로 일찍이 찐봉을 양자로 삼아 만약 찐깐이 요절한다면 찐봉으로 하여금 뒤를 잇게 하려고 했다. 그러나 오래지 않아 찐섬이 사망하고 이는 이루어지지 못했다. 찐똥이 정변을 일으켜 찐 주의 정권을 잡자 찐깐의 지지자들은 찐봉을 왕으로 세우려 했지만 찐봉이 찐똥의 왕부(王府)로 달아나 그러한 일을 모두 알렸고, 화를 면할 수 있었다.
까인흥 47년(1786년), 떠이선 왕조의 응우옌후에가 부장(部將) 부반념(武文任), 응우옌흐우찐(阮有整)을 보내 북벌하였고, 찐똥을 사로잡았다. 떠이선 군은 현종이 사망한 뒤 당시 황태손이었던 민제를 황제로 옹립하였고, 이후 응우옌후에가 철군하면서 베트남 북방의 통치권을 민제에게 주었다. 그러나 이때 찐 주의 지지자들은 아직 세력이 여전히 큰 상태였다.
찐똥은 사로잡힌 후 떠이선 군의 모욕을 면하기 위해 자살하였다. 찐똥의 아들은 나이가 어렸고, 왕족인 경군공(卿郡公) 찐끼에우(鄭橋)는 늙었으므로 곤군공 찐봉과 찐섬의 동생인 서군공(瑞郡公) 찐레(鄭棣)가 새로운 왕이 되기에 적합하였다.
찐레는 응우옌후에가 철군한 것을 안 뒤 문강현(文江縣)에서 거병하여 탕롱으로 들어가 근거지로 삼았고, 스스로 찐 주를 칭하였다. 그러나 찐레의 전횡과 발호는 민제의 불만을 샀다. 당시 찐봉은 창덕현(彰德縣)에 은거하고 있었는데, 민제는 은밀히 찐봉에게 조서를 내려 탕롱으로 들어오도록 했다. 찐봉은 창덕현에서 거병하여 탕롱을 공격해 들어갔으며, 찐레를 축출하였다.
그해 8월 12일(1786년 10월 3일), 찐봉은 찐 주의 옛 신하 딘티엑니으엉(丁錫壤) 등의 지지를 받아 민제에게 찐씨의 사직을 다시 세워줄 것을 요구하였다. 많은 찐씨의 옛 신하들의 압력을 받은 민제는 마침내 찐봉을 원수총국정(元帥總國政), 안도왕(베트남어: Án Đô Vương / 晏都王)으로 봉하였다.
민제는 찐봉과 화목하지 못하게 되었고, 찐봉은 민제를 폐위하고 다른 종실을 세우고자 하였다. 민제는 마침내 예안(乂安)을 진수하고 있던 응우옌흐우찐에게 밀명을 내려 찐봉을 토벌하도록 하였다. 12월, 응우옌흐우찐이 명을 받들어 찐 주를 토벌하였고, 다시 탕롱을 공격해 점령한 뒤 찐씨의 왕부를 불태웠다. 찐봉은 도망쳐 숨었고, 출가하여 승려가 되니 찐 주는 이로써 무너졌다.
찌에우통 2년(1788년), 후 레 왕조가 떠이선 왕조에 의해 축출되자 민제는 청나라의 지지를 받아 복위하였다. 찐봉은 이를 알고 탕롱으로 가서 민제를 알현하였고, 민제의 예우를 받았다. 얼마 안가 이듬해 1789년에 청나라군이 응우옌후에게 패배하자 민제는 청나라로 달아났고, 찐봉 또한 민간으로 숨었다. 이후 찐봉의 이름은 정사의 기록에 드러나지 않는다. 《정씨세가(鄭氏世家)》에 따르면 찐봉은 까인흥 신해년 4월 14일(1791년 5월 16일)에 애뢰(哀牢)의 고롱(古隴)에서 사망하였다고 한다. 향년 43세(만 41세)이다.

## 가족
- 부친: 찐장
- 모친: 장숙태비(莊淑太妃) 레티응옥타인(黎氏玉淸)

- 아내[1]
  - 묘정정비(妙正正妃) 응우옌티응옥비엔(阮氏玉圓)
  - 장결숙비(莊潔淑妃) 풍티응옥니엔(馮氏玉然)
  - 숙비(淑妃) 부이씨(裴氏)

- 아들[1]
  - 헌군공(憲郡公) 찐슥(鄭栻): 숙비 풍티응옥니엔 소생
  - 겸군공(槏郡公) 찐키엠(鄭槏): 숙비 풍티응옥니엔 소생
  - 첩군공(捷郡公) 찐띠엡(鄭⿰木疌): 숙비 부이씨 소생
  - 영군공(靈郡公) 찐떼(鄭楈): 자롱 원년 9월에 찐 주의 제사를 주관하게 됨[3]
- 딸[1]
  - 군주(郡主) 찐티응옥중(鄭氏玉榕): 숙비 풍티응옥니엔 소생, 기무후(起武侯) 응우옌딘시에우(阮廷超)와 결혼
  - 군주(郡主) 찐티응옥응언(鄭氏玉銀): 숙비 풍티응옥니엔 소생, 계무후(溪武侯) 호앙숭케(黃崇溪)와 결혼
  - 군주(郡主) 찐티응옥타이(鄭氏玉採): 쩐또아이(陳璲)와 결혼